# Werneria tandyi
Werneria tandyi är en groddjursart som först beskrevs av Jean-Louis Amiet 1972.  Werneria tandyi ingår i släktet Werneria och familjen paddor. IUCN kategoriserar arten globalt som starkt hotad. Inga underarter finns listade i Catalogue of Life.